# José de Santiago Concha
José de Santiago Concha y Méndez de Salvatierra, I marqués de Casa Concha (Lima, Virreinato del Perú, 30 de octubre de 1667-Lima, Virreinato del Perú, 11 de marzo de 1741), fue un magistrado y noble criollo hispano-peruano, alto funcionario en el Virreinato del Perú, gobernador de Chile, en carácter de interino para reemplazar al destituido Juan Andrés de Ustariz; fundador de la ciudad chilena de Quillota y gobernador de Huancavelica.

## Vida
Sus padres fueron el comerciante español Pedro de Santiago Concha y Santiago Colmenares, Proveedor General de la Armada del Mar del Sur y la limeña Mayor Méndez de Salvatierra. Inició sus estudios en el Colegio Real de San Martín (1679) y los continuó en la Universidad de San Marcos donde obtuvo el grado de licenciado en Leyes.
Nombrado alcalde del crimen supernumerario en Lima en 1694, al año siguiente obtuvo el hábito de caballero de la Orden de Calatrava. Promovido al cargo de oidor futurario de la Real Audiencia de Lima (1709), pasó a ejercer las funciones respectivas en la de Chile. Tras ello volvió a Lima, donde continuó su carrera judicial, hasta que se lo designó gobernador interino de Chile, tras el juicio de residencia seguido en contra del anterior gobernador, Juan Andrés de Ustariz, por cargos de nepotismo y connivencia con los contrabandistas franceses de Saint-Malo. 

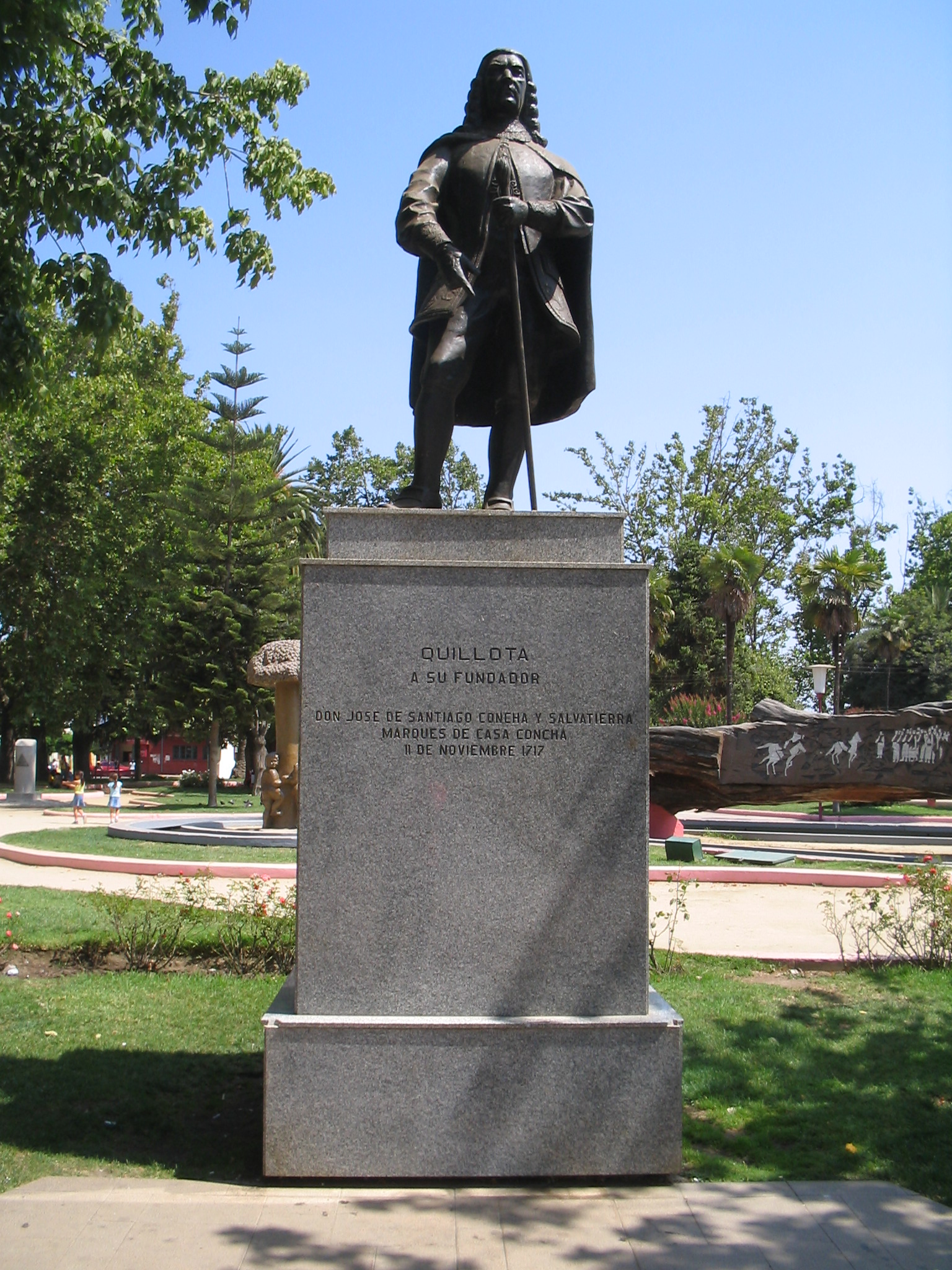
Monumento a José de Santiago Concha en Quillota, Chile.

### Matrimonios y descendencia
Se casó en dos oportunidades. En su primer matrimonio, efectuado en Lima el 14 de diciembre de 1705, con Ángela Roldán Dávila y Solórzano, tuvo a:
- Manuel, fraile mercedario y catedrático.
- Tomás, fraile franciscano y juez del Tribunal del Santo Oficio.
- José Ignacio, sin sucesión.
- Pedro, magistrado y gobernador de Huancavelica, casado con Teresa de Traslaviña y Oyagüe, con sucesión.

En su segundo matrimonio, realizado en Lima el 31 de agosto de 1713, con Inés de Errazquín y Torres, tuvo a:
- Juana Rosa, casada con José Antonio de Villalta y Núñez, caballero de la Orden de Santiago, con sucesión.
- Melchor José, oidor indiano, casado con Constanza Jiménez de Lobatón, con sucesión.
- Josefa, casada con Antonio de Querejazu y Mollinedo, con sucesión.

## Gobernador del Reino de Chile
Llegó a Chile el 5 de marzo de 1717, asumiendo el cargo el 20 del mismo mes. Se valió de una antigua orden de la corte para fundar pueblos, a fin de agrupar a los vecinos en determinados lugares. Así, se dirigió al valle del Aconcagua donde fundó la ciudad de Quillota.

En diciembre de 1717 deja su cargo interino y regresa a Lima. Por real orden, le fue otorgado el título de Marqués de Casa Concha (8 de junio de 1718). En su calidad de oidor, ejerció la gobernación de Huancavelica (1723-1726). Establecido definitivamente en Lima, se desempeñará además como asesor del Tribunal de la Santa Cruzada (1736) hasta su fallecimiento.